# Turea Pasika, Pereciîn
Turea Pasika (în ucraineană Тур`я Пасіка) este localitatea de reședință a comunei Turea Pasika din raionul Pereciîn, regiunea Transcarpatia, Ucraina.

## Demografie
Componența lingvistică a localității Turea Pasika
     Ucraineană (99,23%)
     Alte limbi (0,71%)
Conform recensământului din 2001, majoritatea populației localității Turea Pasika era vorbitoare de ucraineană (99,23%), existând în minoritate și vorbitori de alte limbi.